# الرياضة في ألبانيا
تدور الرياضة في ألبانيا حول الرياضات الجماعية، مثل كرة القدم وكرة السلة والكرة الطائرة وكرة اليد. وتشمل الرياضات الأخرى الملاكمة ورفع الأثقال والتنس والسباحة والجودو والكاراتيه وألعاب القوى وتنس الطاولة والشطرنج. شهدت كرة القدم على وجه الخصوص تحولا سريعا، حيث بدأ الفريق الوطني الألباني لكرة القدم الظهور لأول مرة في بطولة الاتحاد الأوروبي لكرة القدم لعام 2016. كما حقق العديد من الرياضيين الألبان نجاحًا كبيرًا وحصدوا ألقابًا أوروبية ومتوسطية في العديد من الألعاب الرياضية خلال السنوات، مثل المصارعة وكرة القدم وألعاب القوى ورفع الأثقال. فاز الرياضيون الألبان بما يقارب 43 ميدالية لألبانيا في 8 رياضات متوسطية مختلفة، وهو إنجاز يجعل ألبانيا من بين 10 دول من دول البلقان.

## كرة القدم
كرة القدم هي الرياضة الأكثر شعبية في ألبانيا. وصلت إلى ألبانيا في بداية القرن العشرين. يتم لعب كرة القدم من قبل الأطفال في المدرسة وبالكبار في الكثير من المجالات الداخلية والخارجية الموجودة في جميع أنحاء البلاد. يحكم الرياضة اتحاد كرة القدم في ألبانيا.
كانت أول مباراة مسجلة بين الطلاب في مهمة مسيحية في شكودر. وتبعتها مدن وبلدات أخرى، وفي 6 يونيو 1930 تم تأسيس اتحاد كرة القدم في ألبانيا. أصبحت الرابطة عضوا في الاتحاد الدولي لكرة القدم (فيفا) عام 1932، وانضمت إلى الاتحاد الأوروبي لكرة القدم (UEFA) عام 1954 كعضو مؤسس. بعد انهيار الشيوعية في ألبانيا، كانت هناك تغييرات سياسية واقتصادية حاسمة كان لها تأثير هائل على الأمة، حيث انتهى الاقتصاد المركزي والنظام السياسي. وكانت النتيجة بالنسبة للاعبي كرة القدم في البلاد فرصة للعب تجارتها في الحقول الأجنبية. كانت اليونان المجاورة وإيطاليا ودول البلقان وجهات شهيرة للاعبين الذين كانوا جيدون بما يكفي للذهاب إلى الخارج.
ألبانيا هي الفائزة بكأس البلقان لعام 1946 و بطولة مالطا الدولية لعام 2000. في بطولة UEFA Euro 2016 في فرنسا، أقيمت ألبانيا لأول مرة في إحدى بطولات كرة القدم للرجال. حققت ألبانيا هدفها الأول في البطولة الكبرى وحصلت على أول فوز لها على الإطلاق في البطولة الأوروبية، عندما فازت على رومانيا في 19 يونيو 2016. وكان ترتيب FIFA العالمي الأعلى في ألبانيا هو 22 في أغسطس 2015.
تم تشكيل الفريق الوطني النسائي في عام 2011. وكان أعلى تصنيف له على مستوى العالم FIFA 40 في أبريل 2015. وكانت كأس العالم للسيدات FIFA 2015 هي المرة الأولى التي تدخل فيها ألبانيا بطولة تنافسية عالية. حصلت ألبانيا على المركز الثاني في الجولة الأخيرة من الدور التمهيدي للدورة التمهيدية لكأس العالم FIFA 2015 لكسب مركز في مرحلة المجموعات التأهيلية.

## رفع الاثقال
تعد رياضة رفع الأثقال واحدة من أنجح الألعاب الفردية للألبان، حيث فاز الفريق الوطني بميداليات في بطولة رفع الأثقال الأوروبية وبقية المسابقات الدولية. فاز الاثقال الالباني بما مجموعه 16 ميدالية في البطولات الأوروبية من بينها ذهبية و 7 فضية و 8 برونزية. في بطولة العالم لرفع الأثقال، فاز فريق رفع الأثقال الألباني عام 1972 بميدالية ذهبية، وفي عام 2002 فضية وميدالية برونزية في عام 2011. فازت الأمة في دورة الألعاب المتوسطية بخمس ميداليات ذهبية و 9 فضية و 10 برونزية.